# Max Marambio
Joel Max Marambio Rodríguez (Santa Cruz, 3 de diciembre de 1947), es un empresario, productor cinematográfico y político chileno. En Cuba desarrolló una exitosa carrera empresarial, logró establecer importantes lazos de confianza con la cúpula política del país y llegó a ser parte del círculo cercano de Fidel Castro.

## Primeros años de vida
Es hijo de Joel Marambio y Eudomira Rodríguez Valenzuela, cursó la enseñanza secundaria en el Internado Nacional Barros Arana. En julio de 1966 viajó a Cuba, acompañando a su padre Joel Marambio, entonces diputado por el Partido Socialista que formaba parte de una delegación de parlamentarios chilenos, encabezada por Salvador Allende, entonces presidente del Senado de Chile. En ese viaje, Max Marambio aceptó el ofrecimiento de Fidel Castro de quedarse a estudiar, en principio, agricultura. Gracias a las gestiones de su padre ante el líder cubano, le concertaron una cita con el comandante Manuel Piñeiro, con quien acordó que comenzaría su entrenamiento guerrillero. En esa estadía, conoció al dirigente del MIR, Luciano Cruz, y cuando regresó a Chile en 1968 entró en contacto con Miguel Enríquez.
Después del triunfo de Salvador Allende en las elecciones de 1970, el MIR lo destinó al GAP, la escolta del presidente, de la cual llegó a ser su jefe, pero cuando el MIR se desvinculó de la protección de Allende, Marambio abandonó tanto el GAP como el MIR (según se deduce de sus memorias, esto ocurrió en 1972), aunque continuó colaborando como independiente con el presidente. El día de golpe, se fue a la embajada cubana y participó en su defensa; después fue el único que permaneció en la sede cuando los diplomáticos partieron a La Habana, ya que la Junta Militar chilena, encabezada por el general Augusto Pinochet Ugarte, se negó a permitir la salida de Marambio, que quedó bajo la protección de Harald Edelstam, el embajador de Suecia, país que asumió la representación de Cuba. Finalmente, salió con destino a Estocolmo; permaneció en Suecia cerca de medio año hasta que regresó a la isla.

## Carrera empresarial
A su regreso a Cuba, Marambio, que desde su viaje en 1966 siendo un muchacho había sido apadrinado por Fidel Castro, se dedicó a los negocios y, en primer lugar, al turístico, a través de la corporación Cimex. Para esta tarea de "abrir Cuba al mundo" y traer a la isla a los primeros turistas vendía plazas en hoteles que estaban en malas condiciones, entre ellos, el Copacabana y el Capri (en), al tiempo que se ocupaba también de importar las cosas básicas estos. Trabajó con gente de su entera confianza, partiendo por su hermano Marcel, socio y brazo derecho, quien administró desde el principio sus negocios.
Aparte de Tony de la Guardia a la cabeza de Cimex —personaje que sería fusilado en 1989 junto con Arnaldo Ochoa por actividades relacionadas con el narcotráfico—, figuraba José Luis Padrón, integrante del alto mando del Ministerio del Interior y jefe del Instituto del Turismo; ambos estaban casados con dos de las hijas de Antonio Núñez Jiménez, expresidente de la Academia de Ciencias y viceministro de Cultura, entre otros altos cargos en los que lo designó Fidel Castro. 
Desde fines de los ochenta la empresa de los Marambio proveía de folletos, revistas y todo tipo de material gráfico y publicitario para la línea aérea Cubana de Aviación. Además, estaba a cargo de suministros de menor complejidad a los aviones y proveían de uniformes y alojamiento para el personal de Cubana de Aviación en los diferentes destinos. Para esto último Marambio se encargó de comprar propiedades en los principales destinos a los que volaba la línea aérea y que luego eran arrendadas a los cubanos.
Varios de los contratos con la aerolínea fueron celebrados bajo la administración del general Rogelio Acevedo González, quien, desde 1989, durante 21 años presidió el Instituto de Aeronáutica Civil, del cual depende Cubana de Aviación Acevedo, que era muy cercano a Raúl Castro y un héroe de la revolución, fue destituido de este cargo en 2010 en el marco de las investigaciones contra Marambio. Esta caída coincidiría con la detención de su esposa, Ofelia Liptak, directora comercial de Alimentos Río Zaza, y de Lucy Leal, contadora y encargada de Sol y Son en la isla</ref> Además cayeron los máximos representantes de Cubana de Aviación en España y Canadá, dos de los países donde Sol y Son aún tiene una fuerte representación.
.
Los contratos con Cubana de Aviación permitieron financiar inversiones inmobiliarias del holding ING en diferentes países. Especialmente en España, donde el empresario chileno llegó a vivir a partir de la segunda mitad de los ochenta.
En el plebiscito nacional de Chile de 1988 ganó el "No" a la permanencia en el poder de Pinochet, a fines del año siguiente se celebraron elecciones presidenciales y el 11 de marzo de 1990, el mismo día que asume con jefe de Estado Patricio Aylwin, el demócrata cristiano apoyado por la Concertación de Partidos por la Democracia Marambio regresó a Chile, desde donde continuó con sus negocios relacionados con Cuba.
Para entonces, contaba con una amplia red de apoyo: sus hombres en Panamá eran el chileno Vicente Tato Coll y el hermano del jefe de patrullas de la policía de Managua, Charles Romeo. En la agencia de Madrid tenía a los padres de Valentina Venegas, su pareja durante la Unidad Popular, fallecida en un accidente automovilístico; en Caracas a Patricia Espejo Brain y en París y luego en Miami a Miria Contreras, la Payita, que había sido secretaria y amante del presidente Salvador Allende. 

### Regreso a Chile y negocios en la agroindustria
A su regreso a Chile, el mismo día del cambio de mando que puso fin a la dictadura militar, no se identificaba como empresario. Tampoco como oficial de Tropas Especiales del Ministerio del Interior de Cuba. Joel Max Marambio Rodríguez prefería que lo conocieran como productor de cine. Y no sólo a su regreso. Antes y después exhibirá esa profesión con orgullo, al punto que todavía en 1994 cuando sus días de productor de cine habían terminado se presentaba así ante un notario de Santiago para inscribir una importante sociedad comercial con que reorganizaría sus negocios en su retorno definitivo a Chile.
En 1993, en medio de la crisis económica generada por la caída de la ex Unión Soviética, Marambio y Carlos Cardoen inauguraron una planta de pulpas y jugos que a contar de la otra década pasará a llamarse Río Zaza. Los chilenos eran dueños en partes iguales del 50% de la planta, además de participar de 12 mil hectáreas de plantaciones de cítricos con el mismo modelo. De acuerdo con un cercano a Marambio, el capital inicial con que partió este negocio no superó los US$ 2.5 millones. Una cifra ínfima si se considera que hasta su intervención facturaba cerca de US$ 100 millones.

### Negocio inmobiliario
Paralelamente, ingresó al negocio inmobiliario a través de Inversiones Nazca S.A., sociedad de origen panameño cuyo nombre rememora la penúltima película producida por el empresario. En septiembre de 1992 Max Marambio ingresó a la Constructora Tinguiririca Limitada; esta era la misma sociedad que unos meses antes había constituido Carlos Cardoen con el empresario Manuel de Pablo Palomo. Unos meses atrás el negocio había arrancado con la venta de la embajada de Cuba en Chile.
Constructora Tinguiririca levantó dos edificios vecinos de 22 departamentos cada uno que se levantaron en calle Las Dalias, Providencia. Uno fue bautizado Carolina y el otro Isidora. Un guiño a las nietas de los empresarios Cardoen y De Pablo.
Fue en el penthouse de uno de esos dos edificios donde Marambio estableció su primera residencia una vez que llegó a vivir a Chile de manera definitiva. Además inscribió otros siete departamentos a nombre de Inversiones Nazca y en 1994 vendió uno de ellos a Cubana de Aviación. Otras dos propiedades ubicadas en Providencia fueron inscritas a nombre de Inversiones Nazca entre ese año y el siguiente.
El modelo de servicios al personal de la línea área cubano desplegado en España fue replicado en Chile. Y para ello, a contar de la segunda mitad de los noventa, Marambio contó con un nuevo edificio de siete pisos que construyó en Avenida José Pedro Alessandri 2832, comuna de Macul, por intermedio de su propia inmobiliaria: Macul Ltda. Tuvo un solo proyecto y en 2004 pasó a formar parte de Gran Mundo Desarrollos Inmobiliarios.
Esta última empresa, que recibirá capitales de origen panameño, construirá en Santiago tres edificios de grandes dimensiones en Providencia, Ñuñoa y San Miguel. Un cuarto proyecto de dos torres en el centro de Santiago se encuentra en estudio con el mismo modelo de negocios: capitales de sociedades formadas en Panamá cuyos verdaderos socios no suelen ser visibles.
El negocio inmobiliario afianzó el poder económico de Max Marambio en Chile. Un poder que para fines de los noventa lo tuvo como único socio de Río Zaza: Cardoen vendió su parte y de paso perdió a su contador de confianza, Enrique Bruce, quien desde entonces se hizo cargo en Cuba de la empresa de alimentos. El exjefe del GAP ya podía instalarse definitivamente a Chile para supervisar desde acá la marcha de negocios que en su gran mayoría seguían dependiendo de la isla.

### Productor de cine
Como productor de cine le debe mucho a Gabriel García Márquez, y también a Fidel Castro. Fue por medio de Fidel que conoció a García Márquez en La Habana, y por medio de este último que llegó a producir Amores difíciles, una serie de seis películas financiadas por Televisión Española y cuyo guion fue escrito por Garcia Márquez. En 1988 inauguraba su cartel de productor cinematográfico, lo que significó el estreno de International Network Group, ING, productora y a la vez consorcio a través del cual reunió sus principales negocios.
La contribución de Max Marambio al cine siguió con la serie televisiva Nazca (1990), del español Benito Rabal, sobre un grupo de investigadores aventureros que recorren Latinoamérica; y la producción de Me alquilo para soñar (1992), dirigida por el brasileño Ruy Guerra y basada en una historia de García Márquez. En ambas Marambio figura en los créditos como productor ejecutivo.

## El hermano
A mediados de los ochenta trajo 60 mil huevos de gansos desde Hungría, los cuales multiplicó y derivó en un formidable negocio. Formidable porque inaugura un modelo de empresa mixta y porque además significó su primer emprendimiento personal que derivó en una fortuna.
Pero según diversos testimonios, hacia fines de los ochenta no es despreciable la fortuna. El hecho es que a partir de entonces, al tiempo que prepara su entrada en la industria cinematográfica, el empresario chileno delega en su hermano Marcel los múltiples negocios vinculados con Cubana de Aviación y que no son otra cosa que una extensión de lo que hacía en Cimex.
Es Marcel quien se hace cargo de Havanatur y lo hace muy bien. Era el que llevaba el negocio del turismo y sigue haciéndolo hasta hoy.
Marcel siguió un camino a la sombra de su hermano mayor. Militó en el MIR y salió al exilio casi a la par que Max. Una vez en Cuba, mientras uno era asignado a misiones como oficial de Tropas Especiales, el otro se especializaba en administración y finanzas. Hoy Marcel Marambio es requerido en la isla por los mismos motivos que su hermano mayor: sospechas de cohecho, falsificación y estafa en la administración de los negocios que los chilenos han mantenido con el Estado cubano.
Marcel es el hombre que negocia para Max, el de los números.
Pero es más que eso: su nombre figura en la mayoría de las sociedades constituidas por su hermano. También participan la esposa de Marcel, Patricia Guerra Valenzuela, antigua militante del MIR, y la madre de los Marambio: la profesora Eudomira Mercedes Rodríguez.

## Controversias

### Acusación por corrupción
A inicios del 2010, explota un caso de corrupción en Cuba en el que Marambio estaría involucrado a través de su empresa Alimentos Río Zaza. Marambio demandó a Cuba ante la International Chamber of Commerce de París y ganó su demanda con un fallo inapelable. El tribunal menciona que Cuba actuó de "no buena fe" y los condenó a pagar cerca de USD 18.000.000 más USD 500.000 por arbitraje de la ICC.
Inmediatamente, Coralsa presentó ante la Corte de Apelación de París, un recurso de Nulidad, única acción jurídica que procede contra los laudos arbitrales. El fundamento de su reclamación ante la Corte francesa se basó en razones imperativas de la ley cubana presentes en todo el proceso delictivo ocurrido en Río Zaza y, por tanto, en la falta de facultades del tribunal arbitral para conocer de la demanda, por razón de la materia que resulta inarbitrable y solo es competencia de los tribunales judiciales cubanos. Sobre la base de estos fundamentos la mencionada Corte de Apelación declaró con lugar la acción de nulidad presentada por la corporación de la Isla y derogó los dos laudos dictados del tribunal arbitral.